# Myriokéfala
Myriokéfala är en ort i Grekland.   Den ligger i prefekturen Nomós Rethýmnis och regionen Kreta, i den södra delen av landet, 300 km söder om huvudstaden Aten. Myriokéfala ligger 569 meter över havet och antalet invånare är 457.
Terrängen runt Myriokéfala är kuperad åt nordost, men åt sydväst är den bergig. Terrängen runt Myriokéfala sluttar österut. Runt Myriokéfala är det ganska glesbefolkat, med 31 invånare per kvadratkilometer. Närmaste större samhälle är Rethymnon, 19,9 km nordost om Myriokéfala. 